# مضاد حيوي للبكتيريا (بيسن)
بيسن هو لانتيبيوتك طبيعيا (ببتيد مضاد للبكتيريا)، تم اكتشافه في جامعة مينيسوتا بواسطة أخصائي الميكروبيولوجيا دان أوسولڤان. وعلى عكس اللانتيبيوتك المكتشف سابقا مثل نيسين فإن بيسين أيضًا يقتل البكتيريا سلبية الجرام، تضمن الإي كولاي والسلمونيلا والليستريا. خصائص حفظ الطعام للبيسين يمكن أن تؤدي إلى منتجات الطعام التي تقاوم الفساد لسنين.